# 洛特維內湖

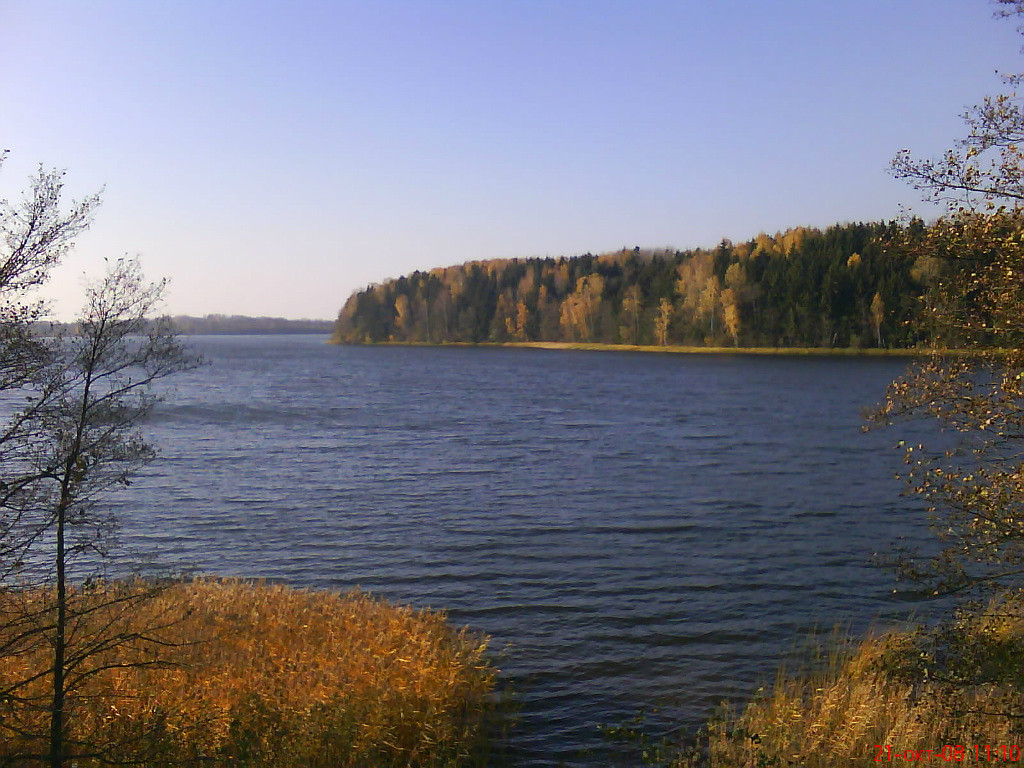
洛特維內湖

洛特維內湖（白俄羅斯語：Лотвіны）是白俄羅斯的湖泊，由明斯克州負責管轄，長1.44公里、寬0.49公里，面積0.42平方公里，集水區面積1.4平方公里，湖岸線長度3.67公里，最大水深15.1米。